# Johan Nordenfeldt (1676–1725)
Johan Nordenfeldt, före adlandet 1719 Norijn, född april 1676, död 7 januari 1725 i Stockholm, var en svensk bergsfogde och bruksägare.
Han var son till Johan Olofsson Norijn (1651–1695) och Anna Grubb (1658–1732) samt från 1703 gift med Catharina Elisabet Petre (1686–1720) som var dotter till borgmästaren i Arboga Vilhelm Petre. Paret fick fem barn.
Han blev bergsfogde och tiondeskrivare i Karlskoga och Lekebergslagen 1695 och fick överkommissaries titel 1710. Han fick avsked som bergsfogde 1715. Som bruksägare drev han bland annat Frösvidal bruk, senare övertaget av sonen Johan Wilhelm Nordenfeldt
Han inrättade ej långt från värmländska gränsen ett järnbruk med ammunitionsgjuteri och satte det i så gott stånd, att stora partier av bomber, granater och styckekulor där tillverkades. Upptog dessutom nya malmstreck samt inrättade vid Grezaster ett nytt kopparverk
Han adlades 1719 och introducerades 1720 under nummer 1662. Nordenfeldt är begraven i Örebro stadskyrka, där hans vapen ses till höger om altaret.